# Grzegorz Grynkiewicz
Grzegorz Grynkiewicz (ur. 9 sierpnia 1939 w Częstochowie) – polski chemik, profesor nauk chemicznych, związany z Instytutem Farmaceutycznym w Warszawie.

## Przebieg kariery
Grzegorz Grynkiewicz w  1962 r. ukończył studia na Wydziale Chemii Uniwersytetu Warszawskiego. Od 1968 r. doktor nauk chemicznych, stopień doktora habilitowanego uzyskał w 1979 r.
Tytuł profesora nauk chemicznych otrzymał w 1992 r. W latach 1962–1982 pracował w Instytucie Chemii Organicznej PAN, a od 1984 r. w Instytucie Farmaceutycznym. W latach 1992–1998 pełnił funkcję zastępcy dyrektora Instytutu Farmaceutycznego ds. naukowych.

## Dorobek naukowy
Jest współautorem ponad 100 publikacji prac oryginalnych, ponad 30 opracowań monograficznych i przeglądowych, wielu wystąpień na konferencjach naukowych, a także współtwórcą ponad 50 opatentowanych wynalazków z zakresu chemii związków naturalnych, syntezy chemicznej i farmacji.
Jego najbardziej znanym osiągnięciem jest opracowanie, w okresie pracy na Uniwersytecie Kalifornijskim w Berkeley, serii wskaźników fluorescencyjnych selektywnie kompleksujących jony wapniowe. Związki te są powszechnie stosowane do oznaczania metodą mikroskopii konfokalnej wewnątrzkomórkowych stężeń jonów wapnia w badaniach biochemicznych, farmakologicznych i medycznych.
Według Science Citation Report ISI za lata 1965-2004 jego prace były przytaczane 16 506 razy w publikacjach naukowych, co stawia go wśród najczęściej cytowanych polskich naukowców.

## Członkostwo i nagrody
Członek Polskiego Towarzystwa Chemicznego, Stowarzyszenia Polskich Wynalazców i Racjonalizatorów, Towarzystwa Naukowego Warszawskiego, a także wielu branżowych organizacji międzynarodowych.
Nagrody:
- nagroda Ministra Nauki i Szkolnictwa Wyższego w 2006 roku Za wybitne osiągnięcia naukowe i naukowo-techniczne w kategorii "badania na rzecz nauki"
- wyróżnienie Premiera RP: odznaka honorowa „Za Zasługi dla Wynalazczości” – 2005
- Medal Sendzimira – 2000
- Złota Odznaka Honorowa NOT – 2003
- Medal Binieckiego – 2006.